# Гревенброх
Гревенброх (нім. Grevenbroich, МФА: [ˌgʁeːvn̩ˈbʁoːχ]) — місто в Німеччині, знаходиться в землі Північний Рейн-Вестфалія. Підпорядковується адміністративному округу Дюссельдорф. Входить до складу району Райн-Нойс.
Площа — 102,6 км2. Населення становить 63 941 ос. (станом на 31 грудня 2020).